# Ben Johnston
Benjamin Burwell Johnston, Junior (* 15. März 1926 in Macon, Georgia; † 21. Juli 2019 in Deerfield, Wisconsin) war ein US-amerikanischer Komponist, der die reine Stimmung benutzte und dafür ein eigenes Notationssystem erfand.

## Johnstons Musik
Er wurde besonders von dem Komponisten und Instrumentenbauer Harry Partch beeinflusst, erweiterte dessen Konzept aber über den 11. Naturton hinaus und setzte „Just Intonation“ für klassische Instrumente ein. Stilistisch ist seine Musik weitgefächert und enthält mit wechselndem Schwergewicht sowohl serielle als auch neoklassizistische Elemente, nähert sich auch Jazzformen und amerikanischer Volksmusik an. Mit Carmilla schrieb er sogar eine Rockoper.

## Biographie
Johnston studierte bei Darius Milhaud, arbeitete 1950 mit Partch in Gualala (Kalifornien) zusammen und lernte dort, selbst musizierend und Instrumente stimmend, Partchs Konzept der „Just Intonation“ kennen. Von 1951 bis 1983 unterrichtete er Komposition und Musiktheorie an der University of Illinois at Urbana-Champaign und förderte von dieser Position aus Harry Partch in mehreren seiner opernartigen Produktionen. Johnston arbeitete mit John Cage und hatte weitgestreute Kontakte mit den wesentlichen experimentellen Komponisten in den USA. Er vermittelte jüngeren Komponisten wie Larry Polansky und Manfred Stahnke mikrotonale Konzepte. Zuletzt widmete er sich immer intensiver östlicher Meditation.
Johnston erhielt diverse Stipendien, unter anderem ein Guggenheim-Stipendium 1959. Er wurde gefördert vom National Council on the Arts and the Humanities 1966 und erhielt zwei Aufträge vom Smithsonian Institute. Seit 2018 ist er Mitglied der American Academy of Arts and Letters.
Ein wichtiges Buch über Johnston ist Bob Gilmores Edition von Johnstons Schriften: Maximum Clarity and Other Writings on Music (2006).
Mit seinem Orchesterwerk Quintet for Groups hatte er 2008 auf den Donaueschinger Musiktagen einen fulminanten Erfolg und erhielt den Preis des SWR-Sinfonieorchesters.
Johnston starb am 21. Juli 2019 in Deerfield, Wisconsin im Alter von 93 Jahren.

## CD-Aufnahmen
- 1969. John Cage & Lejaren Hiller - HPSCHD/Ben Johnston - String Quartet No. 2. Nonesuch Records.
  - Includes Ben Johnston: String Quartet No. 2

- 1969. Bertram Turetzky: The Contemporary Contrabass. Nonesuch Records.
  - Includes Ben Johnston: Casta Bertram

- 1970. Carmilla: A Vampire Tale. Vanguard Records.
  - Ben Johnston: Carmilla: A Vampire Tale

- 1971. New Music Choral Ensemble, Kenneth Gaburo, conductor. Ars Nova/Ars Antiqua Records.
  - Includes Ben Johnston: Ci-Git Satie

- 1979. Music from the University of Illinois. Composers Recordings, Inc.
  - Includes Ben Johnston: Duo for flute and contrabass

- 1980. The Fine Arts Quartet:. Nonesuch Records.
  - Includes Ben Johnston: String Quartet No. 4 (Amazing Grace)

- 1983. The New World Quartet. Composers Recordings, Inc.
  - Includes Ben Johnston: String Quartet No. 6

- 1984. New Swingle Singers and New Vocal Workshop. Composers Recordings, Inc.
  - Ben Johnston: Sonnets of Desolation
  - Ben Johnston: Visions and Spels

- 1987. The Kronos Quartet: White Man Sleeps. Nonesuch Records.
  - Includes Ben Johnston: String Quartet No. 4 (Amazing Grace)

- 1994. Dora Ohrenstein: Urban Diva. CRI Records.
  - Includes Ben Johnston: Calamity Jane to Her Daughter

- 1995. Sound Forms for Piano. New World Records.
  - Includes Ben Johnston: Sonata For Microtonal Piano

- 1995. The Kronos Quartet: Released (Compilation). Nonesuch Records.
  - Includes Ben Johnston: String Quartet No. 4 (Amazing Grace)

- 1995. The Stanford Quartet. Laurel Records.
  - Includes Ben Johnston: String Quartet No. 9

- 1995. Music Amici: Ponder Nothing. New World Records.
  - Ben Johnston: Septet
  - Ben Johnston: Three Chinese Lyrics
  - Ben Johnston: Gambit
  - Ben Johnston: Five Fragments
  - Ben Johnston: Trio
  - Ben Johnston: Ponder Nothing

- 1996. Michael Cameron: Progression. Ziva Records.
  - Includes Ben Johnston: Progression

- 1997. Phillip Bush: Microtonal Piano. Koch International Classics.
  - Ben Johnston: Suite for Microtonal Piano
  - Ben Johnston: Sonata For Microtonal Piano
  - Ben Johnston: Saint Joan

- 2005. Cleveland Chamber Symphony. Vol. 1, 2 & 3. Troppe Note Records.
  - Includes Ben Johnston: Songs of Loss

- 2006. The Kepler Quartet: Ben Johnston String Quartets. New World Records.
  - Ben Johnston: String Quartet No. 9
  - Ben Johnston: Crossings: String Quartet No. 3
  - Ben Johnston: Crossings: The Silence
  - Ben Johnston: Crossings: String Quartet No. 4 (Amazing Grace)
  - Ben Johnston: String Quartet No. 2